# Kata (Jūdō)
Judo-Kata sind festgelegte und namentlich benannte Abfolgen von Techniken, die den Übenden Prinzipien vermitteln sollen. Diese Abläufe, die als Kata – also Formen – bezeichnet werden, werden im Folgenden näher beschrieben. Andererseits kann Kata auch das Üben von einzelnen Techniken mit einem Partner außerhalb dieser Abläufe bezeichnen, wobei der Partner im Gegensatz zum Randori auf die zu übende Technik eingestellt ist. Das Wort Kata wird in diesem Sinne im deutschen Sprachraum jedoch nur noch selten gebraucht. Im Gegensatz zu vielen anderen Kampfkünsten werden Kata im Judo fast ausschließlich zusammen mit einem Partner durchgeführt. Fast alle Judo-Kata stammen aus dem traditionellen Jiu Jitsu, wo sie noch heute Bestandteil der Meisterprüfungen sind.

## Bekannte Kata

### Gonosen-no-kata
後の先の形 (Form der Konterwürfe)
Die Gonosen-no-kata steht in Deutschland im Prüfungsprogramm zum 3. Dan im Judo.
In Deutschland soll die Nage-waza-ura-no-kata von Mifune als Version der Gonosen-no-kata gezeigt werden; alternativ zur Gonosen-no-kata kann aber auch die Kime-no-kata gezeigt werden.
Sie besteht aus den Angriffen von Uke und den Konterwürfen von Tori.
Reihenfolge der Techniken in der Kawaeshi-Version:
1. Gruppe
- O-soto-gari → O-soto-gari
- Hiza-guruma → Hiza-guruma
- O-uchi-gari → Okuri-ashi-barai
- De-ashi-barai → De-ashi-barai
- Ko-soto-gake → Tai-otoshi
- Ko-uchi-gari → Sasae-tsuri-komi-ashi

2. Gruppe
- Kubi-nage → Ushiro-goshi
- Koshi-guruma → Uki-goshi
- Hane-goshi → Sasae-tsuri-komi-ashi
- Harai-goshi → Utsuri-goshi
- Uchi-mata → Te-guruma
- Kata-seoi → Sumi-gaeshi

zu den einzelnen Würfen siehe auch: Wurftechnik (Judo)

### Kodokan Goshin-jutsu
講道館護身術 (Selbstverteidigungstechniken des Kodokan)
Diese Kata oder die Jū-no-kata ist in Deutschland zur Prüfung für den 4. Dan im Judo vorgeschrieben. In Österreich ist sie für die Prüfung zum 3. und 4. Dan zu präsentieren. Diese Kata trägt offiziell den Namen Kodokan Goshin-jutsu und nicht etwa Kodokan-goshin-jitsu-no-kata.
Sie wurde 1956 – 18 Jahre nach dem Tod J. Kanos – von einer Arbeitsgruppe des Kodokan entwickelt und enthält 5 Gruppen von Verteidigungstechniken
gegen Angriffe mit und ohne Waffen.
Sie besteht aus Angriffen von Uke ohne Waffen (Angriffe mit Händen und Füßen) und mit Waffen (Messer, Stock und Pistole) und den entsprechenden Abwehrtechniken von Tori.
- Verteidigung gegen Angriffe im Nahkampf
  - ryōte dori         (Ergreifen beider Hände)
  - hidari eri dori    (Ergreifen des linken Revers)
  - migi eri dori      (Ergreifen des rechten Revers)
  - kata ude dori      (Ergreifen eines Armes)
  - ushiro eri dori    (Griff von hinten in den Kragen)
  - ushiro jime        (Würgen von hinten)
  - kakae dori         (Umklammerung von hinten)
- Verteidigung gegen Angriffe ohne engen Körperkontakt
  - naname uchi        (Seitlicher Fausthieb)
  - ago tsuki          (Rechter Haken gegen Kinn)
  - gammen tsuki       (Faustschlag links in das Gesicht)
  - mae geri           (Tritt von vorn in den Unterleib)
  - yoko geri          (Seitlicher Fußtritt)
- Verteidigung gegen Angriffe mit dem Messer
  - tsukkake           (Abwehr gegen Messerziehen)
  - choke tsuki        (Gerader Messerstich in den Bauch)
  - naname tsuki       (Seitlicher Messerstich in den Hals)
- Verteidigung gegen Angriffe mit dem Stock
  - furi age           (Schlagansatz mit erhobenem Stock)
  - furi oroshi        (Beidhändiger Schlag mit erhobenem Stock seitlich zur Schläfe)
  - morote tsuki       (Beidhändiger Stoß mit dem Stock in die Magengegend)
- Verteidigung gegen Angriffe mit der Pistole
  - shomen zuke        (Bedrohung von vorn, Waffe aufgesetzt)
  - koshi ga mae       (Bedrohung aus der Hüfte, Waffe auf Distanz)
  - haimen zuke        (Bedrohung von hinten, Waffe aufgesetzt)

### Hirano-no-kata
(Form der fortgesetzten Kombinationen des Meisters Hirano)
Die Kata wird auch „Kata der Meereswogen“ genannt. Sie umfasst sieben Techniken (Sinnbilder):
- O Nami (Große Welle), Wurf: O Soto Gari
- Uchi Age (Sandstrand), Wurf: O Soto Otoshi
- Juwa Kudaki (Großer Felsen), Wurf: Harai Goshi
- Uchi Gaeshi (Brandung), Wurf: O Uchi Gari
- Tatumaki (Windhose), Wurf: Morote Seoi Nage
- Saka Maki (Sturmwelle), Wurf: Uchi Mata
- Uzumaki (Wasserwirbel), Wurf: Tai Otoshi

### Itsutsu-no-kata
五の形 (Form der 5 Symbole oder Naturgesetze)
Diese und eine weitere Kata (Koshiki-no-kata oder Kime-no-kata) sind in Deutschland zur Prüfung für den 5. Dan im Judo vorgeschrieben.
Sie besteht aus
- Versinnbildlichung der positiven und negativen Kraft             (Dai Ichi)
- Versinnbildlichung des Beharrungsgesetzes                        (Dai Ni)
- Versinnbildlichung der Zentrifugal- und Zentripetalkraft         (Dai San)
- Versinnbildlichung der Kraft der Meereswogen                     (Dai Yon)
- Versinnbildlichung der Flugbahn und der Kraft eines Kometen      (Dai Go)

Im Kodokan ist die Assoziation der Techniken mit den Versinnbildlichungen der Naturgesetze zwar bekannt, wird jedoch offiziell nicht vorgenommen. Der Begründer des Judo, Kanō Jigorō, hat die Techniken selbst lediglich mit den Namen erste Form bis fünfte Form(s. o., kursiv in Klammern) belegt. Diese Vorgehensweise wurde bis heute nicht geändert, da man sich in Japan nicht autorisiert sieht, sich über die Entscheidung von Kanō Jigorō hinwegzusetzen.
Außerdem gilt (bzw. gelten, da im Japanischen am Wort selbst nicht zu erkennen ist, ob es im Singular oder im Plural steht) die Itsutsu-no-kata als unvollendet, da man davon ausgeht, dass Kanō Jigorō vor der Fertigstellung der Kata starb.

### Jū-no-kata
柔の形 (Form des Nachgebens oder der Geschmeidigkeit)
Diese Kata oder die Kodokan Goshin-jutsu ist in Deutschland zur Prüfung für den 4. Dan im Judo vorgeschrieben. In Österreich ist die Kata für die Prüfung zum 4. und 5. Dan vorgeschrieben.
Im Jahre 1887, nach der Nage-no-kata und der Katame-no-kata, als dritte Kata von Kanō Jigorō im Kodokan entwickelt, um die unterschiedlichen Prinzipien von Angriff und Verteidigung, des Gleichgewichtbrechens und des Siegens durch Nachgeben in stark abstrahierter Weise zu verdeutlichen.
Sie beinhaltet 15 Bewegungsabläufe in 3 Gruppen
- Ikkyo (erste Stufe)
  - Tsuki-Dashi    (Stoßen mit der Hand)
  - Kata-Oshi      (Drücken gegen die Schulter)
  - Ryote-Dori     (Ergreifen beider Hände)
  - Kata-Mawashi   (Schultern drehen)
  - Ago-Oshi       (Drücken gegen das Kinn)
- Nikyo (zweite Stufe)
  - Kiri-Oroshi    (Schädel mit der Waffe spalten)
  - Ryokata-Oshi   (beide Schultern niederdrücken)
  - Naname-Uchi    (schräger Schlag gegen die Schläfe)
  - Katate-Dori    (Ergreifen einer Hand)
  - Katate-Age     (Hochheben einer Hand zum Schlag)
- Sankyo (dritte Stufe)
  - Obi-Tori       (Ergreifen des Gürtels)
  - Mune-Oshi      (Drücken gegen die Brust)
  - Tsuki-Age      (Kinnhaken)
  - Uchi-Oroshi    (Schlag von oben auf den Kopf)
  - Ryogan-Tsuki   (Stich in die Augen)

### Katame-no-kata
固の形 (Form der Kontrolle)
Die Katame-no-kata wurde zwischen 1884 und 1887 von Kanō Jigorō entwickelt und besteht aus drei Gruppen mit jeweils fünf Bodentechniken. Die 15 Techniken werden jeweils nur migi (jap. „rechts“) ausgeführt. Die Demonstration der Katame-no-kata ist in Deutschland zur Prüfung für den 2. Dan im Judo vorgeschrieben. In Österreich muss diese für den 2. und 3. Dan präsentiert werden.
| 1. Gruppe: | Katame-Waza (Haltegriffe)                                          |
| ---------- | ------------------------------------------------------------------ |
| 1. Gruppe: | Kesa-Gatame (Schärpe)                                              |
| 1. Gruppe: | Kata-Gatame (Kontrolle der Schulter)                               |
| 1. Gruppe: | Kami-Shiho-Gatame (Halten vom Kopf her)                            |
| 1. Gruppe: | Yoko-Shiho-Gatame (Halten von der Seite)                           |
| 1. Gruppe: | Kuzure-Kami-Shiho-Gatame (Halten vom Kopf her als Variante)        |
| 2. Gruppe: | Shime-Waza (Würgetechniken)                                        |
| 2. Gruppe: | Kata-Juji-Jime (Würgen über Kreuz)                                 |
| 2. Gruppe: | Hadaka-Jime (freies Würgen)                                        |
| 2. Gruppe: | Okuri-Eri-Jime (Würgen mit Hilfe des Revers)                       |
| 2. Gruppe: | Kataha-Jime (Würgen mit Festlegen des Arms / der Schulter)         |
| 2. Gruppe: | Gyaku-Juji-Jime (Würgen über Kreuz als Variante)                   |
| 3. Gruppe: | Kansetsu Waza (Hebeltechniken)                                     |
| 3. Gruppe: | Ude-Garami (Gebeugter Armhebel)                                    |
| 3. Gruppe: | Ude-Hishigi-Juji-Gatame (Hebel am gestreckten Arm)                 |
| 3. Gruppe: | Ude-Hishigi-Ude-Gatame (Arm-Drehstreckhebel)                       |
| 3. Gruppe: | Ude-Hishigi-Hiza-Gatame (Armhebel mit Hilfe des Knies bzw. Beines) |
| 3. Gruppe: | Ashi-Garami (Hebel am Knie/Bein)                                   |

### Kime-no-kata
極の形 (Form der Entscheidung)
„Kata der Entscheidung“,
Kime = lebenswichtige Punkte des menschlichen Körpers; Brennpunkt, Schwerpunkt, Zentrum der
Konzentration.
Tori erwartet den Angriff von Uke gelassen und scheinbar entspannt. Ukes Angriff soll heftig erfolgen, Atemi- (Schlag-) Techniken werden von Kiai (Kampfschrei) begleitet.
Tori beantwortet Ukes Angriff entschlossen und mit vollem Einsatz. Auch seine Atemi-Techniken werden von Kiai unterstützt. Einige Augenblicke lang soll Tori demonstrieren, dass er vollkommen Herr der Lage ist, indem er in der Abschlusstechnik entspannt verweilt. Uke zeigt dann seine Aufgabe durch zwei- oder mehrmaliges Abklopfen.
Diese Kata muss in Österreich bei der Prüfung zum 5. Dan gezeigt werden.
- Idori (kniend)
  - Ryote Dori (Griff beider Hände)
  - Tsuki Kake (Magenstoß)
  - Suri Age (Stirngriff)
  - Yoko Uchi (Schlag von der Seite)
  - Ushiro Dori (Umklammerung von hinten)
  - Tsukikomi (Messerstich gegen den Magen)
  - Kiri Komi (Messerstich von oben)
  - Yoko Tsuki (Messerstich von der Seite)
- Tachiai  (stehend)
  - Ryote Dori (Griff beider Hände)
  - Sode Tori (Ärmelgriff)
  - Tsuki Kake (Magenstoß)
  - Tsuki Age (Kinnhaken)
  - Suri Age (Stirngriff)
  - Yokouchi (Schlag von der Seite)
  - Ke Age (Fußtritt)
  - Ushiro Dori (Umklammerung von hinten)
  - Tsuki Komi (Messerstich gegen den Magen)
  - Kirikomi (Messerstich von oben)
  - Nukikake (Abwehr eines Schwertangriff (beim Ziehen))
  - Kirioroshi (Abwehr eines Schwertangriffs)

### Koshiki-no-kata
古式の形 (Form der antiken Techniken)
Der Ursprung dieser Kata stammt aus der Kito-Ryu („Schule des Steigens und Fallens“), die Kanō Jigorō in seiner Jugend besucht hatte. Kanō entnahm der Kitō Ryū zwei Kata (Omote no Kata und Ura no Kata) und formte daraus die Koshiki no Kata. Sie erinnert als Bindeglied an die alten Techniken des Jiu Jitsu und verdeutlicht bei ihrer Ausführung, wie man die Kraft des gegnerischen Angriffs zum eigenen Vorteil nutzt. Die Techniken der Kata wirken für heutige Verhältnisse teilweise ungewöhnlich, da sie für Samurai gedacht waren, die sie in vollständiger Rüstung (Yoroi Kumi Uchi) ausführten.
Die Würfe der Koshiki-no-Kata werden mit der geöffneten rechten Hand ausgeführt, so wie es noch heute bei Uki-goshi und O-goshi der Fall ist. Gegriffen wird nur da, wo es auch eine Rüstung erlauben würde, zum Beispiel an den Armen.
Die Koshiki-no-Kata besteht aus zwei Gruppen mit insgesamt 21 Techniken. Erste Gruppe sind Omote, 14 Techniken die ziemlich langsam und scheinbar unbeholfen ausgeführt werden, so als ob die Ausführenden eine Kampfausrüstung tragen würden. Zweite Gruppe sind Ura bestehend aus sieben Techniken. Hier erfolgt die Ausführung schnell und gewandt.
Diese Kata wird in Österreich bei der Prüfung zum 6. Dan vorgeschrieben.
- Omote (Vorderseite)
  - Tai (Bereitschaft)
  - Yume-no-uchi (Inmitten eines Traumes)
  - Ryokuhi (Der Kraft ausweichen)
  - Mizu-guruma (Wasserrad)
  - Mizu-nagare (Fließendes Wasser)
  - Hiki-otoshi (Ziehen und Fallenlassen)
  - Ko-daore (Ins Leere fallen)
  - Uchi-kudaki (Zerschmettern)
  - Tani-otoshi (Ins Tal fallen lassen)
  - Kuruma-daore (Umfallen eines Rades)
  - Shikoro-dori (Fassen des Genickschutzes)
  - Shikoro-gaeshi (Umdrehen des Genickschutzes)
  - Yudachi (Regenschauer)
  - Taki-otoshi (Wasserfallsturz)
- Ura (Rückseite)
  - Mi-kudaki (Zerschmettern des Körpers)
  - Kuruma-gaeshi (Radwurf)
  - Mizu-iri (Eintauchen ins Wasser)
  - Ryusetsu (Schnee auf dem Weidenbaum)
  - Saka-otoshi (Ungestümer Fall)
  - Yuki-ore (Schneebruch)
  - Iwa-nami (Welle am Felsen)

- Koshiki no kata Kanō Jigorō – Yamashita Yoshiaki

### Nage-no-kata
投の形 (Form des Werfens)
Die Nage-no-kata wurde als erste Kata von Kanō Jigorō im Jahre 1887 im Kodokan entwickelt und gehört zur Gruppe Randori-Kata. Sie besteht aus fünf Wurfgruppen mit jeweils drei Würfen, die in festgelegter Reihenfolge – erst rechts, dann links – ausgeführt werden. Eine Ausnahme stellt Uki-goshi dar, der zuerst links und dann rechts geworfen wird – Ukes Angriff ist jedoch immer zuerst rechts. Die 30 Wurfaktionen sollen prinzipiell so ausgeführt werden, dass Toris Wurfausführung (jap. Kake) im Zentrum der Ausführungsfläche (Mattenmitte) geschieht. Zur Erklärung der einzelnen Würfe, siehe auch Wurftechnik (Judo).
Diese traditionelle Kata ist in Deutschland zur Prüfung für den 1. Dan im Judo vorgeschrieben. von 2014 bis 2023 wurden im Deutschen Judobund einzelne Wurfgruppen der Nage-no-kata auch bei Gürtelprüfungen für höhere Kyū-Grade abgefragt. Nach einer Überarbeitung des Kyu Programmes zu 2023 gibt es als Wahlmöglichkeit zum 1. Kyu die darstellung 10 der zur Nage-no-kata gehörenden technischen Aktionen. 
In Österreich ist die Nage-no-Kata verpflichtend der Prüfung zum 1. und 2. Dan vollständig zu zeigen.
| 1. Gruppe: | Te Waza (Handwürfe)                     |
| ---------- | --------------------------------------- |
| 1. Gruppe: | Uki-otoshi                              |
| 1. Gruppe: | Seoi-nage                               |
| 1. Gruppe: | Kata-guruma                             |
| 2. Gruppe: | Koshi Waza (Hüftwürfe)                  |
| 2. Gruppe: | Uki-goshi                               |
| 2. Gruppe: | Harai-goshi                             |
| 2. Gruppe: | Tsuri-komi-goshi                        |
| 3. Gruppe: | Ashi Waza (Fußwürfe)                    |
| 3. Gruppe: | Okuri-ashi-barai                        |
| 3. Gruppe: | Sasae-tsuri-komi-ashi                   |
| 3. Gruppe: | Uchi-mata                               |
| 4. Gruppe: | Ma Sutemi Waza (Gerade Opferwürfe)      |
| 4. Gruppe: | Tomoe-Nage                              |
| 4. Gruppe: | Ura-nage                                |
| 4. Gruppe: | Sumi-gaeshi                             |
| 5. Gruppe: | Yoko Sutemi Waza (Seitliche Opferwürfe) |
| 5. Gruppe: | Yoko-gake                               |
| 5. Gruppe: | Yoko-guruma                             |
| 5. Gruppe: | Uki-waza                                |

### Rensa-no-kata
(Form des Übergangs vom Stand in den Boden)
Diese Kata kann in Bayern statt der Katame-no-kata für den 2. Dan gezeigt werden.
Entwickelt wurde sie von Gerhard Steidele.
- Osae-waza (Haltetechniken)
  - Tori schiebt → Tori „De-ashi-barai“ → „Kuzure-kesa-gatame“
  - Uke schiebt → Uke „Tomoe-nage“ → „Yoko-shiho-gatame“
  - Uke zieht seitwärts → Tori „Soto-maki-komi“ → „Gyaku-kesa-gatame“
  - Tori schiebt → Tori „Hiki-komi-gaeshi“ → „Tate-shiho-gatame“
  - Uke schiebt → Uke „Ippon-seoi-nage“ → „Kuzure-kami-shiho-gatame“

- Shime-waza (Würgetechniken)
  - Uke Kreisbewegung → Uke „Uchi-mata“ → „Hadaka-jime“
  - Tori zieht → Tori „Ko-uchi-gake“ → „Ryo-te-jime“
  - Tori zieht seitwärts → Uke „Soto-maki-komi“ → „Okuri-eri-jime“
  - Tori zieht → Tori „Ko-uchi-gari“ → „Kata-ha-jime“ (mit einseitigem Rechtsgriff)
  - Tori zieht → Uke „O-uchi-barai“ → „Ashi-jime“ (mit einseitigem Linksgriff)

- Kansetsu-waza (Hebeltechniken)
  - Tori schiebt (im Kreis) → Tori „Yoko-tomoe-nage“ → „Juji-gatame“
  - Tori Kreisbewegung → Uke „Ko-uchi-gari“ → „Ashi-gatame“
  - Tori zieht → Tori „Ko-uchi-barai“ → „Gyaku-waki-gatame“
  - Tori zieht seitwärts → Uke „O-soto-gari“ → „Ude-garami“
  - Tori zieht (im Kreis) → Uke „Kuchiki-daoshi“ → „Ude-gatame“

### Ura-no-kata
(Form der Kontertechniken des Meisters Tokio Hirano)
Die Ura-no-Kata stellt die individuelle Entwicklung des Kampfprofils Meister Hirano dar.
Diese Technikfolge stellt keine Kata im üblichen Sinne dar. Wie auch die Hirano-no-Kata stammt diese vom Meister Tokio Hirano und ist keine offizielle Kodokan-Judo-Kata. Hirano entwickelte sie vielmehr aus einem speziellen Grund: Zunächst entwickelte er für sich eine spezielle Folge von Kombinationen, durch die er fast unbesiegbar wurde. Es geschah nun oft, dass seine Gegner Hiranos Kette gegen ihn selbst anwenden wollten (bzw. erfolgreich anwendeten). Daraufhin entwickelte er sofort für jede Technik einen entsprechenden Gegenwurf. So entstand die individuelle Form der Gegenwürfe, die Ura-no-kata. Im normalen Training stellt sie – genau wie die Hirano-no-Kata – eine wertvolle Bereicherung des Trainings dar und ist im Grunde genommen ein Vorgriff auf die Kurz-Kata des Deutschen Judobundes.
| Angriff: Wurfansatz von Uke | Verteidigung: Konterwurf von Tori |
| --------------------------- | --------------------------------- |
| O-soto-gari                 | Hidari Uki-otoshi                 |
| O-soto-otoshi               | Yoko-wakare                       |
| Harai-goshi                 | Utsuri-goshi                      |
| O-uchi-gari                 | O-uchi-gaeshi                     |
| Seoi-nage                   | Hiki-otoshi                       |
| Uchi-mata                   | Sukashi-nage                      |
| Tai-otoshi                  | Yoko-guruma                       |